# Linka rowerowa
Linka rowerowa – część roweru stosowana do sterowania przerzutkami oraz hamulcami. Łączą one klamki hamulcowe lub manetki z odpowiednio szczękami hamulcowymi lub przerzutką.

## Konstrukcja i rodzaje linek
Najczęściej stosowane linki rowerowe są wykonywane ze stalowej plecionki. Większość współczesnych linek jest splatana z 19 drutów, droższe są wykonywane w systemie splotu 7 drutów wewnętrznych tworzących kord i 7 zewnętrznych tworzących otoczkę. Tańsze wersje linek są ocynkowywane, droższe są nierdzewne, natomiast najdroższe są powlekane np. teflonem po to, aby stawiały mniejsze opory na zagięciach i łukach, gdy są prowadzone w pancerzach.
Linki rowerowe przygotowane do montażu posiadają jeden koniec wolny, który w droższych odmianach jest zaostrzony i zabezpieczony lakierem w celu łatwiejszego przeplatania przez manetki i pancerzyki, a z drugiej strony mają one zaczep w postaci małego kołka, który wkłada się w odpowiednie miejsce do manetek lub klamek. Linki można kupować osobno lub w zestawach z pancerzami. W tym drugim przypadku wnętrza pancerzy są pokrywane tym samym tworzywem co powierzchnia linek (najczęściej teflonem), co dodatkowo zmniejsza opory ich pracy. Liderami na rynku takich zestawów są firmy: Jag Wire, Gore i Clarks.
Istnieją dwa zasadnicze rodzaje linek:
- linki hamulcowe – o średnicy 1,6 mm, które są grubsze i wytrzymalsze od linek przerzutkowych, nie muszą natomiast posiadać zbyt gładkiej powierzchni; posiadają one zestandaryzowane zakończenie w postaci małego kołka o kształcie walca, które pasuje do większości klamek
- linki do przerzutek – o średnicy 1,2 mm, są cieńsze i mniej wytrzymałe od linek hamulcowych, ale są plecione tak, aby posiadać jak najbardziej gładką powierzchnię. Linki do przerzutek posiadają zestandaryzowane zakończenie w postaci małej baryłki, które pasuje do prawie wszystkich typów manetek; kluczową cechą linek do przerzutek jest to, aby były one jak najbardziej odporne na rozciąganie pod wpływem działającej na nie siły. Linki dobrej jakości posiadają splot składający się z „twardego” środka zbudowanego z grubszych drutów, który jest otoczony przez spiralny oplot cieńszych drutów. Są też zwykle „hartowane” – tzn. wstępnie rozciągane w wysokiej temperaturze – aby zapobiec rozciąganiu się ich w czasie pracy[4].

## Prowadzenie linek
Linki są na ogół prowadzone po ramie w rurkach zwanych pancerzami, dla których oparciem są „oczka” przyspawane do ramy. W starszych typach ram, linki były na całym przebiegu w pancerzach, które mocowano specjalnymi obejmami do rur ramy.
W niektórych rodzajach rowerów miejskich i szosowych linki są prowadzone wewnątrz rur ramy. Rozwiązanie to stosuje się także we współczesnych rowerach górskich.
W większości rowerów turystycznych i szosowych linki do  przerzutki i przekładni są prowadzone po dolnej rurze ramy i pod suportem, dzięki czemu nie zaczepia się ich w momencie wsiadania na rower.
Na pracę linek bardzo duże znaczenie ma ich sposób poprowadzenia. Im mniej odcinków w pancerzykach i im prostsza droga od manetek do przerzutek, tym linki stawiają mniejszy opór. Szczególnie duży opór występuje na „ciasnych łukach” zamkniętych w pancerzykach. Stąd, gdy nie ma innych możliwości poprowadzenia linek, często wydłuża się pancerzyki na łukach celem zwiększania ich promieni. Odcinki linek biegnących w pancerzykach są też zwykle bardzo podatne na zabrudzenie, które dodatkowo zwiększa opory ich pracy. Stąd, do droższych zestawów linek, dodawane są uszczelnione końcówki na pancerzyki zapobiegające dostawaniu się do nich brudu.